# Rückkehr-Ökumene
Unter Rückkehr-Ökumene versteht man die Haltung einer Kirche, dass die Einheit der gespaltenen Christenheit nur durch Rückkehr der anderen Kirchen in die eigene erreicht werden kann. Dabei wird die eigene Kirche als Mutterkirche gesehen, die in der Wahrheit geblieben ist, während die anderen Kirchen abtrünnig seien und Irrwege beschreiten würden.
Die Rückkehr-Ökumene war bis zum Zweiten Vatikanischen Konzil offizielle Haltung der römisch-katholischen Kirche. Sie gilt durch das Ökumenismusdekret Unitatis redintegratio als überwunden, wenn auch konservative Gruppierungen innerhalb der römisch-katholischen Kirche weiterhin daran festhalten. Auch manche evangelikale Gruppierungen, die sich nicht am ökumenischen Dialog beteiligen, vertreten implizit eine Rückkehr-Ökumene.

## Römisch-katholische Kirche
Ein typisches Zeugnis für die Rückkehr-Ökumene stellt die Enzyklika Mortalium animos von Papst Pius XI. aus dem Jahr 1928 dar. Er wirft darin denjenigen, die sich um ökumenischen Dialog bemühen, vor, sie würden die von Gott geoffenbarte Wahrheit zum Gegenstand von Verhandlungen machen. Dies sei eine große Gottlosigkeit. Vielmehr gebe es „keinen anderen Weg, die Vereinigung aller Christen herbeizuführen, als den, die Rückkehr aller getrennten Brüder zur einen wahren Kirche Christi zu fördern, von der sie sich ja einst unseligerweise getrennt haben.“
Mit dem Ökumenismusdekret des Zweiten Vatikanischen Konzils darf die Rückkehr-Ökumene in der römisch-katholischen Kirche kirchenamtlicherseits als überwunden gelten. Das Konzil spricht darin mit Wertschätzung von den anderen Kirchen und kirchlichen Gemeinschaften und würdigt den Anteil, den sie an der Wahrheit haben, positiv, anstatt sie negativ als Abtrünnige zu betrachten. Es legt damit die Basis für eine Beteiligung der römisch-katholischen Kirche am ökumenischen Dialog.